# Ефір (гурт)
«Ефір» (зустрічається «ÆФIR») — український рок-гурт, утворений у м. Ірпінь в 2007 році. Виконує пісні у стилі метал, альтернативний рок та тріп-рок.

## Історія
У 2007 році у м. Ірпінь учасниця гурту Оркестр Янки Козир Наталія Андрійченко знайомиться з гітаристом Василем Притюпою, ударником Денисом Корольовом та басистом Олексієм Некрасовим, які були налаштовані грати музику, яка їм подобається. Тоді ж гурт влаштовує свої перші репетиції, після яких вони стали старанно працювати та разом писати свою музику.Перший виступ відбувся 6 жовтня 2007 року в м. Рівне.
Протягом року гурт виступає на багатьох фестивалях і вже у жовтні 2008-го вони записують свій перший сингл «Ніколи» на студії «Blacklightstudio», зведенням якого займався Сергій «KNOB» Любинський, гітарист «ТОЛ» та звукорежисер багатьох альбомів, записаних під лейблом «ІншаМузика». З цим синглом гурт вперше потрапив на український радіопростір.
У 2009 році після участі на багатьох фестивалях України, через значну зайнятість поза гуртом, «Ефір» покидають басист та ударник гурту Олексій Некрасов та Денис Корольов, чиєю ініціативою і було звести гурт, але їх місце швидко заміняють Стас Дячук (бас-гітара), Ростислав Ягодка (ударні) та з'являється другий гітарист Андрій Смульський. У 2010 році до гурту приєднався вже інший гітарист - Олексій Шевченко.
У травні 2010 вже у новому складі гурт повертається на студію і записує ще декілька пісень. Цього разу запис здійснюється на студії «Max Morton's Amazing Music Workshop». Над зведенням працює звукорежисер, вокаліст та музикант, засновник Morton Studio та лідер хеві павер метал гурту "Morton" - Максим Пасічник.
У грудні 2011 року  гурт Ефір випускає в життя свій ЕР під назвою Еммамсумсам! Сильне звучання, вдалий мікс потужних метал партій з тріповою філософією 
27 січня  2015 року на телеканалі культурного опору A-ONE відбулась ексклюзивна прем'єра першого кліпу від гурту EФIR на пісню "Погляди".Над кліпом попрацював ANEBO production.

## Творчість

### Ранні демо-записи
- "Демо" (2007)

### Студійні роботи
- "Ніколи" (2008) // Перша студійна співпраця гурту "Ефір" із саунд-продюссером Сергієм Любинським («KNOB») [4]
- "Відкриття"; "Аризонська мрія" (2009) // Доробок, що складається із двох синглів, записаних весною 2009 року. Над зведенням працював Сергій Любинський (aka «KNOB»)
- "Прикра душа" ;"Еммамсумсам" (2010) // Результат співпраці оновленого складу гурту "Ефір" та саунд-продюссера Максима Пасічника («Morton»). Цим релізом гурт ознаменував новий етап у творчості після довготривалої паузи.
- ЕР  "Еммамсумсам" (2011) // 28 грудня 2011 року вийшов в світ ЕР "Еммамсумсам" до якого увійшли пісні:

1. Номер не існує
2. Метеопрогнози
3. Еммамсумсам
4. Погляди

Над зведенням працював саунд-продюссер Максим Пасічник («Morton»). Альбом було випущено на CD.
- "Серце" (2013) // У створенні цього релізу гурту Ефір допомагали: Антон Болденко - альт. Зведення та мастеринг - Максим Пасічник («Morton»).
- "Меморія" (2013) // Зведення та мастеринг - Максим Пасічник («Morton»).
- "Акварель" (2016) // Зведення та мастеринг - Максим Пасічник («Morton»).
- "Друг" (2017) // Зведення та мастеринг - Максим Пасічник («Morton»).

### Пісні, що увійшли до збірок
- "Втрачаю"; "Ясні дні" // Збірка ірпінського андеграунду "Трек-лист Made-in-Dyrpen" 2008 р.[7]
- "Еммамсумсам" // Збірка "Славське Рок" 2010 р.

## Фестивалі, в яких брав участь гурт
- «Музентропія» (2007)
- «Рок-ластівки» (2008)
- «ПроРок» (2008)
- «Volnitsa fest» (2009)
- «Фестиваль Старий новий рок» (2010)
- «Bingo cover fest»
- «The Global Battle of the Bands» (2010)
- «Славське Рок» (2010)
- «Козацькі звитяги» (2010)
- «SOAP 2011 - Summer Open - Air Party» (2011)
- «Ліс рук» (2012)
- «Висадка» (2012)
- «Тарас Бульба» (2012)
- 23 листопада 2013 року гурт "Ефір" виступав на розігріві відомої нідерландської співачки Anneke Van Giersbergen на концерті у Києві.
- «Червона Рута» (2014)

## Склад
- Наташа Андрійченко — вокал
- Стас Дячук— гітара
- Ростислав Ягодка — барабани
- Олександр Годован - бас-гітара
- Олексій Шевченко — гітара